# Loboscelidia bachmaensis
Loboscelidia bachmaensis (лат.) — вид ос-блестянок рода Loboscelidia из подсемейства Loboscelidiinae (Chrysididae). Юго-Восточная Азия: Вьетнам (провинция Тхыатхьен-Хюэ, национальный парк Батьма, Bach Ma NP). Назван по месту обнаружения («Bạch Mã»).

## Описание
Мелкие осы-блестянки (длина около 3 мм). Тело, усики и ноги красновато-коричневые. От близких видов отличается следующими признаками: висок в 0,8 раза длиннее MOD (median ocellus diameter); членики жгутика усика F1 и F2 значительно меньше, чем в два раза длиннее ширины; зубец заднего когтя менее чем в 0,2 раза длиннее заднего когтя. Усики прикрепляются горизонтально на носовом фронтальном выступе. Голова сзади переходит в шееподобный выступ, покрытый щетинками. Тегулы очень крупные, покрывают основания крыльев. В передних крыльях отсутствуют стигма, костальная и субкостальная жилки. Предположительно, как и другие виды своего рода, паразитоиды, в качестве хозяев используют яйца палочников (Phasmatodea). Вид был впервые описан в 2023 году японскими гименоптерологами Yu Hisasue и Toshiharu Mita (Entomological Laboratory, Университет Кюсю, Фукуока, Япония) и вьетнамским энтомологом Thai-Hong Pham (Mientrung Institute for Scientific Research, Вьетнамская академия наук и технологий (VAST), Хюэ, Вьетнам).